# Іллірійці

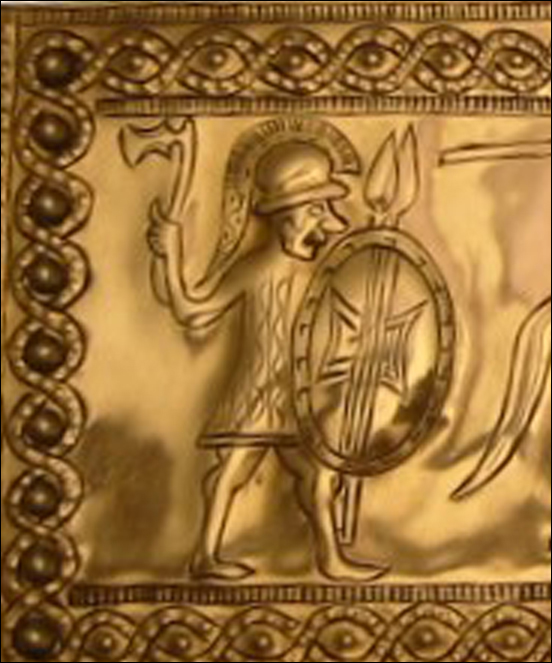
Війни між іллірійцями (зліва) й македонянами

Іллірі́йці (дав.-гр. Ἰλλυριοί Illyrioi; лат. Illyrii) — загальна назва широкого гурту індоєвропейських племен, що займали у давнину північний захід Балканського півострова від середньої течії Дунаю до Адріатичного моря (найзначніші з іллірійських племен: далмати, лібурни, істри, яподи, паннонці, дезітіати, пірусти, діціони, дарданці, ардієї, таулантії, плерєї та ін.) і частково південного сходу Апеннінського півострова (япіги, мессапи та ін.).

Мапа розселення іллірійців

Перші згадки про іллірійців з'являються у грецьких авторів Гекатея Мілетського (VI ст. до н. е.) і Геродота (V ст. до н. е.). Археологічно іллірійці пов'язані з гальштатською культурою раннього заліза (до часу її розквіту в 700–400 р. до н. е. відносяться культові повозки, керамічне та бронзове начиння з фігурами та рельєфними фризами, прикраси). У VII–III ст. до н. е. на території розселення іллірійців греки заснували ряд торговельних і землеробських поселень-колоній. Спочатку іллірійці споруджували фортеці, фортеці з необробленого каменя, а пізніше почали під грецьким впливом викладати стіни з тесаних квадрів, прикрашати святилища скульптурою.
На початку III ст. до н. е. в іллірійські волості вторглися кельти, частково відтіснивши іллірійців, частково піддавши їх кельтизації (утворилася група ілліро-кельтских племен). У III ст. до н. е., коли іллірійці зіткнулися з римлянами, вони знаходилися в основному на стадії розладу первинно-громадських стосунків (у південноіллірійських племен виникли перші ранньокласові утворення іще раніше: в IV ст. до н. е. у єнхеліїв і у 2-й половині IV ст. до н. е. у тавлантіїв, в середині III ст. до н. е. в ардіїв).
Підпорядкувавши сусідні племена, ардії утворили велику державу зі столицею в Ськодре (сучасний Шкодер). У результаті так званих Іллірійських воєн (у 229–228, 219, 168–167 рр. до н. е.) між ардіями та римлянами територія держави ардіїв була завойована римлянами (167 р. до н. е.) і увійшла до складу римської провінції Македонія (148 р. до н. е.). Північні області узбережжя, населені лібурнами, далматами і яподами, були завойовані римлянами в II–I ст. до н. е.; остаточно вони були завойовані під час Іллірійськой війни 35–33 рр. до н.е. Тоді ж були завойовані й племена панонців на середній Саві. У 13–9 рр. до н. е. римлянами були завойовані племена на північ від Сави аж до середньої течії Дунаю. Племена внутрішньої Далмації (дезитіати, пірусти і ін.) були скорені римлянами в ході придушення паноно-далматського повстання 6–9 років. Іллірійці зазнали швидкої та сильної романізації (особливо на узбережжі та в містах). У ході Великого переселення народів іллірійці остаточно асимілювались; поступово зникла і стародавня іллірійська мова. За нащадків стародавніх іллірійців деякі учені вважають сучасних албанців. Пам'ятники культури іллірійців збереглися в Австрії, Італії, Албанії, в країнах колишньої Югославії.
Іллірійці були вмілими кораблебудівниками, моряками та, можливо, піратами.
Іллірійцями називали православних слов'ян Угорщини, головним чином хорватів, що не прийняли унії в XVII та XVIII століттях.